# Луцие Храдецка
Луцие Храдецка (на чешки: Lucie Hradecká) е професионална тенисистка от Чехия.
Професионалната си кариера чешката тенисистка стартира през 2004 г. За период от шест години активна състезателна дейност, Луцие Храдецка печели 15 шампионски титли на сингъл от календара на Международната тенис федерация (ITF).
В мачовете на двойки, Храдецка постига своеобразен рекорд от 9 титли от състезания, които са част от WTA-календара и 28 титли от ITF-сериите на двойки. Първата си титла на двойки, чешката тенисистка печели на 24.09.2006 г. когато в словенския град Порторож, заедно със своята сънародничка Рената Ворачова надиграва Ева Бирнерова и Емили Лоа. Финалната равносметка за Луцие Храдецка в мачовете на двойки включва четири шампионски титли, спечелени с участието на Андреа Хлавачкова и четири в партньорство с Рената Ворачова.
През календарната 2010 г. чешката тенисистка печели две титли на двойки. Първата датира от 9 януари 2010 г. когато в австралийския град Бризбейн побеждава заедно с Андреа Хлавачкова Мелинда Цинк от Унгария и Аранча Пара Сантонха с резултат 2:6, 7:6, 10:4. Втората си титла за годината, чешката тенисистка печели на 25.07.2010 г. когато заедно с испанската ветеранка Анабел Медина Гаригес побеждава в Австрия Татяна Гарбин и Тимеа Бачински от Швейцария с резултат 6:7, 6:1, 10:5.
Своето най-добро класиране на сингъл в световната ранглиста на женския тенис, Луцие Храдецка постига на 09.07.2009 г. когато завоюва 56-а позиция.
На 13.02.2011 г. Храдецка печели шампионската титла на сингъл от турнира в американския град Мидланд. Във финалната среща, тя сломява съпротивата на американската си опонентка Ирина Фалкони с резултат 6:3, 6:4.